# Wallah We Can
 (juillet 2025).
Il peut être nécessaire de l'améliorer pour respecter le principe de neutralité de point de vue. Veuillez consulter la page de discussion pour plus de détails.

Wallah We Can est une association à but non lucratif tunisienne qui œuvre en faveur de l'enfance et de la jeunesse.
Elle débute son action à Makthar dans le gouvernorat de Siliana, en améliorant le cadre de vie et d'études des élèves, un concept récompensé par l'ESD Okayama Award en 2023. En 2015, elle lance le projet Ecolibree visant à lutter contre la précarité menstruelle et met en place des campagnes de sensibilisation ainsi qu'un partenariat avec la marque Chantelle. En 2020, le projet de l'Ambassade de l'enfance est lancé pour accompagner les enfants victimes de violences et d'abus sexuels, par l'assistance et la mise à disposition d'un accompagnement psychologique, médical et juridique.
Lors de la pandémie de Covid-19, Wallah We Can participe au lancement d'une initiative pour venir en aide aux hôpitaux en difficulté.

## Origines
L'action Wallah We Can est fondée par l'entrepreneur tunisien Lotfi Hamadi, originaire de Makthar, à son retour en Tunisie après la révolution de 2011. Dès 2013, elle est hébergée par l'association Génération Liberté. Le projet s'autonomise ensuite et devient une association, puis vise à devenir une fondation. 
Début 2024, elle prend une nouvelle dimension grâce à une levée de fonds record d'un million d'euros.

## Objectif
L'association Wallah We Can vise à améliorer le cadre des vie et d'études pour les plus de 150 000 élèves des internats du pays, grâce à des solutions écologiques, économiques et durables. 

## Actions

### Greenschoolet amélioration des conditions de vie dans les internats

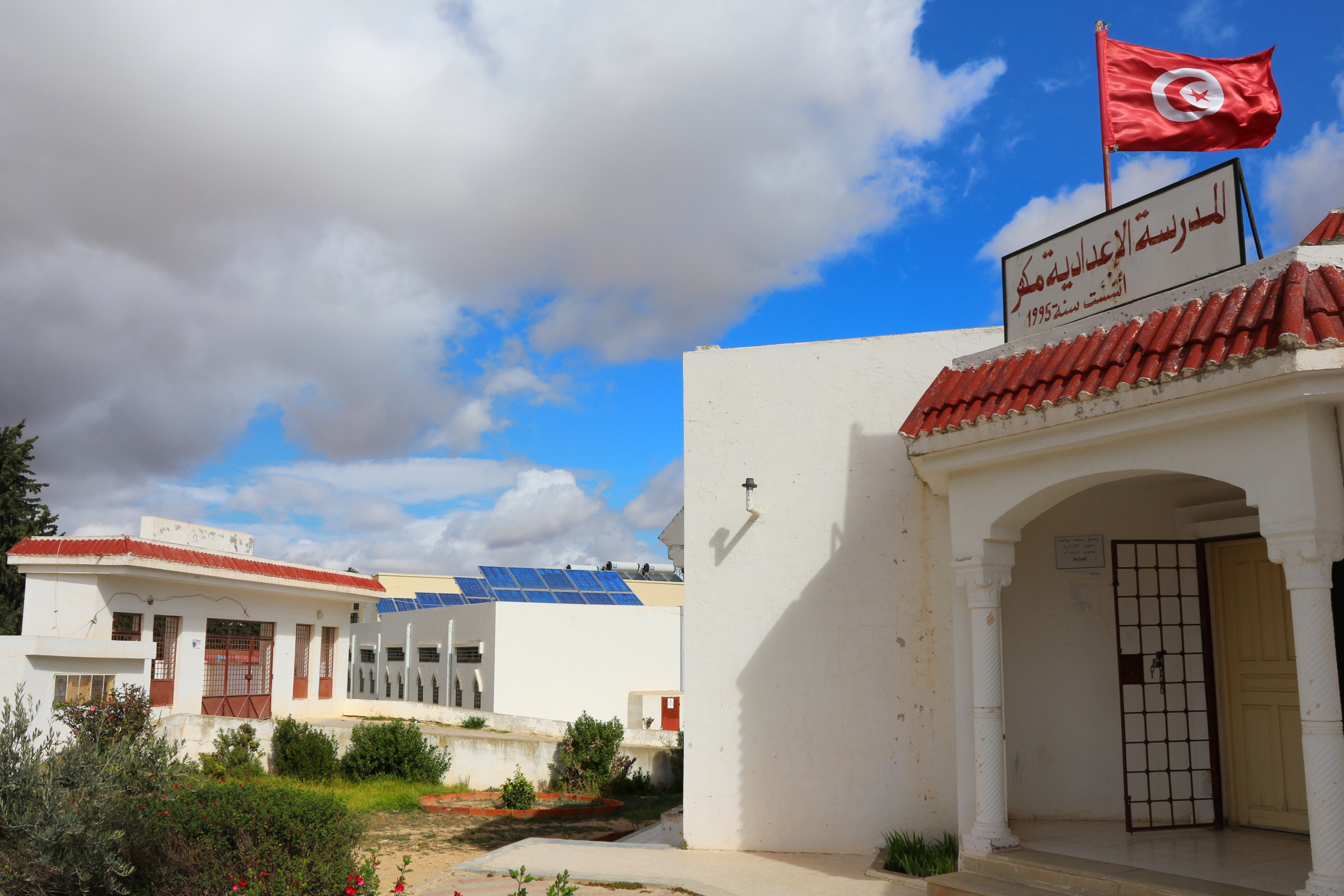
Internat pilote de Makthar.

L'association Wallah We Can vise à restructurer et améliorer l'ensemble des internats accueillant des élèves en Tunisie, dans une perspective écologique, afin d'améliorer les conditions de vie et l'éducation de la jeunesse, et de réduire le décrochage scolaire. La première initiative concerne le pensionnat de Makthar, et passe par la mise en œuvre de nombreuses actions telles que l'accès à l'eau chaude et à des couettes, ainsi que l'installation de ruches, d'un potager de permaculture et de bibliothèques mobiles.
Lotfi Hamadi, fondateur de l'association, explique vouloir assurer aux enfants cinq droits au travers de Greenschool, à savoir le droit à la santé, à l'éducation, à l'épanouissement, à la protection physique et à la protection juridique, considérant que le garant du bon développement d'un pays, passe par le développement de l'enfant[réf. à confirmer].
Wallah We Can revendique l'installation de 140 panneaux photovoltaïques et 50 chauffe-eaux solaires produisant quatre fois l'énergie consommée,. Avec ces excédents, l'école finance l'entretien du site et produit l'équivalent d'énergie nécessaire à trois autres établissements,. Une partie de l'excédent est fournie gratuitement à d'autres écoles voisines, et une petite partie est vendue au réseau électrique national, générant environ 6 000 dinars tunisiens de revenus par an, utilisés pour réduire les dettes de l'école et prendre en charge d'autres dépenses.

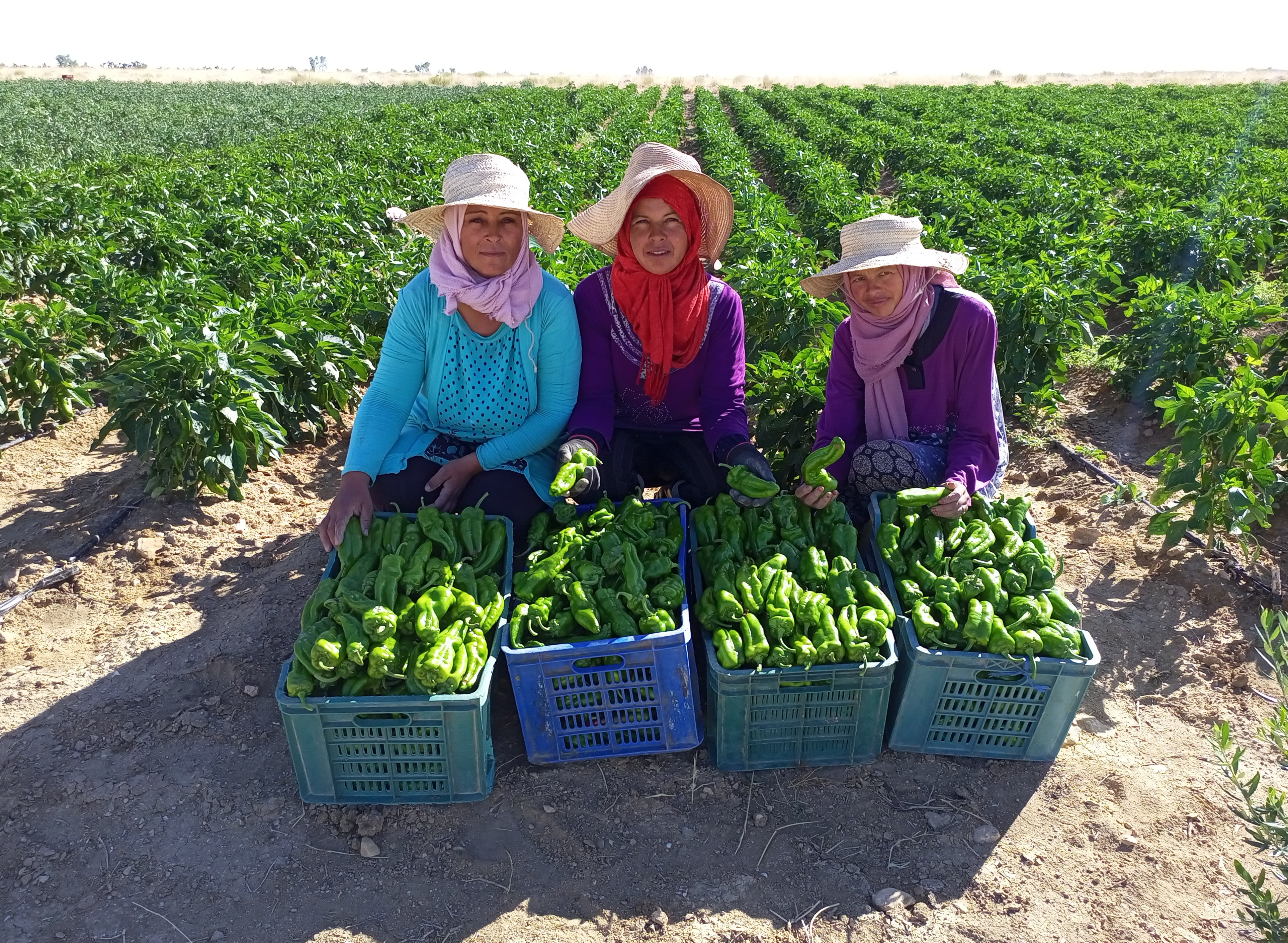
Parents d'élèves dans les champs de Greenschool.

Dans ce contexte, l'association veut permettre aux 400 internats de Tunisie d'atteindre l'autonomie énergétique grâce aux énergies renouvelables et à l'autonomie alimentaire grâce à un volet agricole avec la mise en place d'un projet de clubs de permaculture. Le programme Wallah We Can encourage la prise de conscience écologique des élèves de l'internat de Makthar, qui participent aux actions environnementales de végétalisation. L'association loue huit hectares cultivés et emploie six parents d'élèves et un agronome. Dès l'été 2022, des légumes (représentant 10 % de la production) alimentent la cantine du collège, alors que les surplus sont revendus. Ces revenus énergétiques et agricoles permettent de financer différents clubs extra-scolaires tels que des clubs de robotique, entrepreneuriat, langues et civilisations étrangères, médias, chant ou formation en ligne.
Wallah We Can fait également appel à des nutritionnistes et des chefs de cuisine afin de mettre en place des menus équilibrés et sains. Ces derniers accompagnent aussi les cuisiniers pour leur apprendre à utiliser le matériel neuf.
En 2016, l'association prend également en charge les frais d'inscription et de scolarité de 100 bacheliers en difficulté financière. Durant cette même année, l'association lance également un calendrier photo dont la vente est destinée à financer la construction d'un terrain omnisports.
En 2018, l'éco-collège Jules-Ferry du Thillot, jumelé avec le collège de Makthar avec l'appui de l'association, hisse le drapeau tunisien en signe d'amitié et de reconnaissance.
En 2022, Le Monde décrit l'internat comme une « pimpante greenschool ».
En 2023, la chef du gouvernement Najla Bouden s'entretient avec le président de l'association en présence du ministre de l'Éducation. À la fin de l'année, le projet GreenSchool mené par l'association remporte l'ESD Okayama Award.
En 2024, Lotfi Hamadi annonce que l'association entreprend son extension à l'échelle régionale, sur trois gouvernorats : Bizerte, Siliana et Gabès. Il explique à ce propos que le projet Greenschool, basé sur l'agriculture, nécessite de développer un modèle s'adaptant aux différentes zones bioclimatiques de la Tunisie, représentées par ces trois gouvernorats[réf. à confirmer].

### Wallah We Care
En 2016, Lotfi Hamadi, fondateur de Wallah We Can, et Ghofrane Heraghi, présidente de l'association, annoncent le lancement d'un projet Wallah We Care, destiné à réhabiliter l'ancienne école La Rabta pour en faire un établissement scolaire accueillant des élèves hospitalisés de longue durée et pour accueillir les enfants victimes de maltraitance, avec le soutien des ministères de l'Éducation et de la Santé.
Lors de la pandémie de Covid-19, l'association lance l'action Nafssouna et crée un logiciel permettant d'identifier les besoins en temps réel des hôpitaux. Avec l'avocat Hosni Maati, elle initie une récolte de fonds baptisée « Un second souffle pour la Tunisie » pour identifier ces besoins puis à les acquérir.
L'enseigne suédoise Lindex (en), implantée en Tunisie, se joint à l'action citoyenne en offrant une part de ses bénéfices pour venir en aide au système médical.

### Ecolibree et lutte pour la cause féminine
Wallah We Can soutient le projet Ecolibree, lancé en 2015 par les associations Génération Liberté et Enactus IHEC Cartage, pour concevoir des serviettes hygiéniques en coton bio, lavables et réutilisables jusqu'à deux ans et les fournir à des femmes en situation de précarité menstruelle. Le concept s'exporte par ailleurs au Kenya, où 1 000 unités sont commandées en 2019 selon Hamadi.
Dans ce contexte, Wallah We Can met en place des campagnes de sensibilisation, telles que la campagne photographique « C'est moi qui porte ta culotte » en 2021 où des femmes tunisiennes, dont la mannequin Ons Nagati, posent en culotte menstruelle lavable, et un partenariat avec la marque Chantelle, qui se traduit par le don de 1 200 culottes menstruelles à l'association.
En 2019, le ministère de la Famille, de la Femme, de l'Enfance et des Seniors et Wallah We Can signent une convention pour promouvoir un plan d'action national d'autonomisation économique et sociale des femmes rurales, lutter contre le décrochage scolaire des jeunes filles et créer un centre spécialisé pour l'accueil et l'orientation des enfants en danger.

### Baghla-caret hôpital mobile
Wallah We Can, en collaboration avec Génération Liberté, lance en 2016 la baghla-car, un service de transport scolaire mis en place dans les zones rurales grâce à une caravane dotée d'une bibliothèque et tirée par des mulets.
Dans le même temps, un hôpital mobile offert par une association française permet à l'association de fournir des consultations gratuites pour les élèves et les femmes à travers le pays,.

### Ambassade de l'Enfance

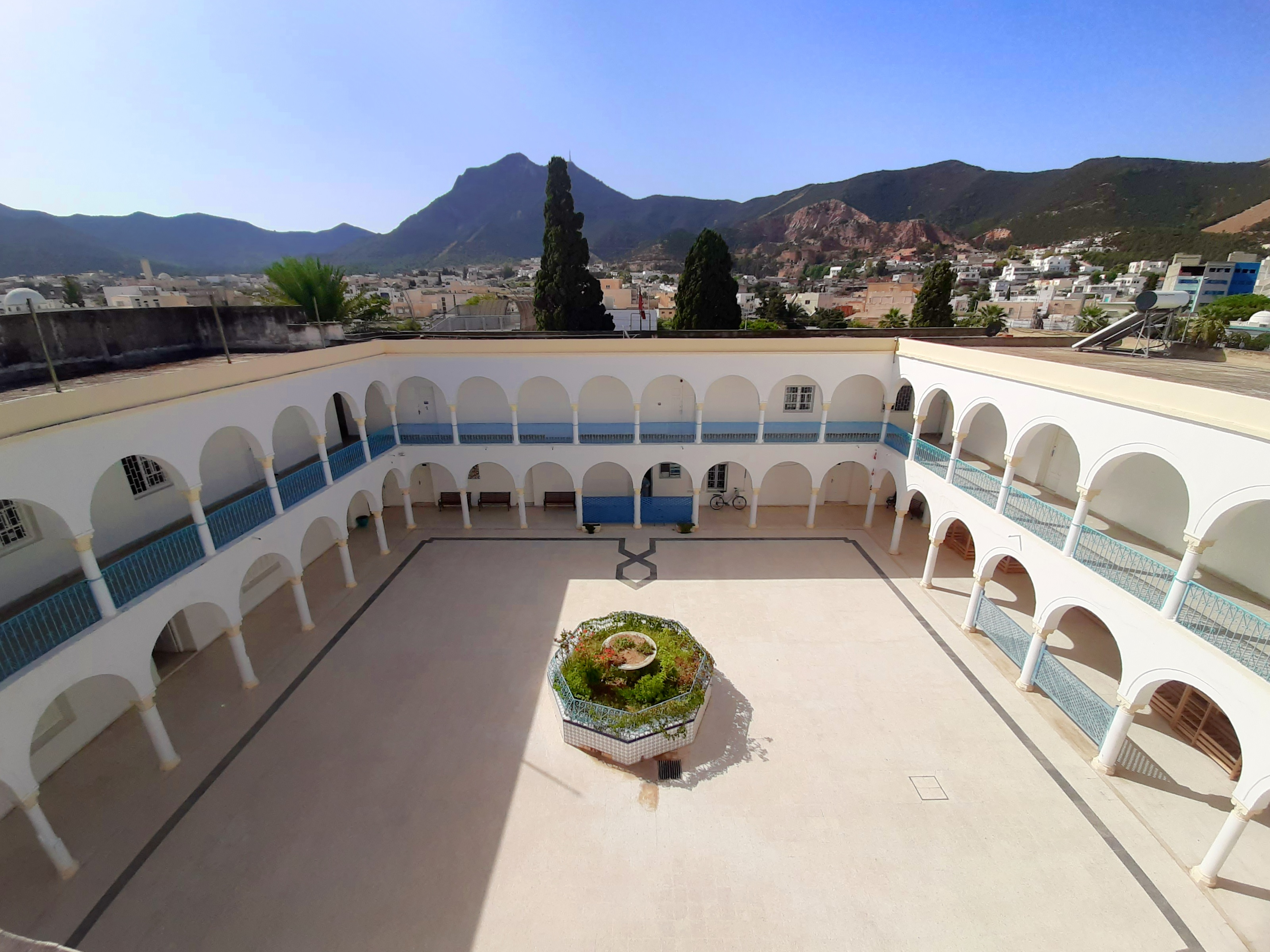
Vue de l'Ambassade de l'Enfance à Hammam Lif.

Initié en 2020 avec l'appui du ministère de l'Enfance et de l'association La Voix de l'enfant, le projet de l'Ambassade de l'Enfance est un centre d'hébergement situé à Hammam Lif, au sud de Tunis, et qui vise à protéger les enfants subissant des violences physiques, psychologiques ou sexuelles, en leur faisant bénéficier d'un accompagnement pédopsychiatrique, médical et juridique pour aider à leur reconstruction et défendre leurs droits,. Ce centre est un projet pilote ayant vocation à être généralisé dans d'autres régions du pays, après la réalisation d'une étude d'impact, afin de mesurer l'apport du dispositif et son efficacité. Ce projet a également pour objectif de proposer des actions de sensibilisation et de mise en réseau des pouvoirs publics, des professionnels et des autres acteurs de la protection de l'enfance à travers des travaux de réflexion et d'évènements tels que des conférences, expositions ou colloques.
Il est décrit par la ministre Imen Houimel comme « le premier centre au niveau arabe de prise en charge psychologique des enfants victimes de violences, notamment l'inceste ».
Dans le cadre de ce projet, Wallah We Can lance la 47Mobile, un véhicule destiné à extraire des enfants victimes et les diriger vers l'Ambassade de l'Enfance. Son nom fait référence à l'article 47 de la Constitution de 2014 qui édicte la protection des droits de l'enfant.

### I Love Tunis

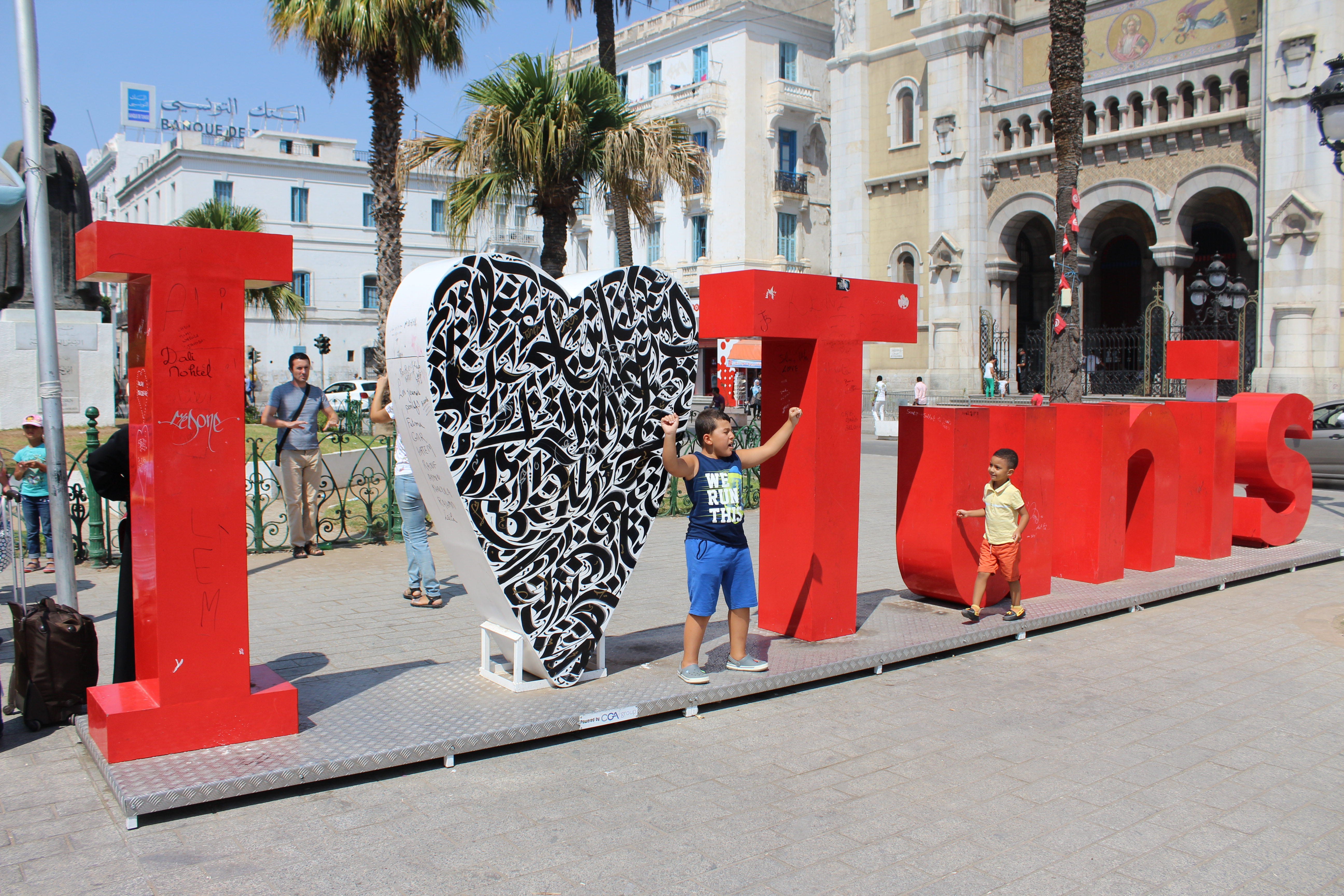
I Love Tunis en août 2017.

Afin de valoriser la ville de Tunis et d'encourager le tourisme, Wallah We Can s'associe à l'initiative du Comptoir général de l'aluminium, avec l'association des amis de l'avenue Habib-Bourguiba, dans la mise en place d'une structure, I Love Tunis, au cœur de la ville en 2017. 

### Actions caritatives et partenariats
En 2014, Wallah We Can organise un gala de charité à Dar El Kamila, avec le soutien de Dior, pour transformer et rénover les internats des élèves qui sont en trop mauvais état.
Le chanteur Slimane donne un concert en 2016 au profit de Wallah We Can afin de collecter des fonds pour améliorer les conditions de scolarisation et la qualité de vie des élèves pensionnaires de 330 internats,.
La même année, Youssef Akrout réalise une traversée de la mer Méditerranée, reliant El Haouaria à Mazara del Vallo à bord de son Laser en un temps record de 17 heures et 34 minutes, pour lever des fonds en faveur de Wallah We Can. Dans le même temps, un accord d'un montant de deux millions de dinars tunisiens est signé avec le fonds d'investissement Actis afin de prendre en charge les frais d'inscriptions et d'études à l'université centrale pour des étudiants ayant obtenu le baccalauréat mais n'ayant pas les moyens de poursuivre leurs études.
En 2021, Wallah We Can convie quinze membres de maisons impériales et royales, dont Georges Mikhaïlovitch Romanov, Joachim Murat, pour un événement mondain visant à collecter des fonds pour l'ouverture de l'Ambassade de l'enfance. La même année, Wallah We Can lance Creshendo, un projet musical réunissant des artistes de la scène hip-hop avec des références de la scène classique, visant à transmettre des messages en faveur des droits des enfants, dénoncer les violences faites à leur encontre et réunir des fonds pour financer le projet de l'Ambassade de l'enfance. La première collaboration réunit le rappeur A.L.A et l'orchestre ALLCHESTRA ; la deuxième collaboration réunit le chanteur-compositeur et oudiste Lotfi Bouchnak, avec les rappeurs WMD et EMPIRE.
En 2024, l'association conclue un partenariat avec l'Institut national de recherches en génie rural, eaux et forêts (ar) pour soutenir le développement de ses fermes agricoles à travers la Tunisie, et étudier l'impact du changement climatique sur la floraison et la qualité des plantes mellifères. Selon Lotfi Hamadi, cette collaboration vise également à évaluer l'efficacité environnementale, sociale et économique des programmes de reboisement intégrant des espèces comestibles, tout en utilisant les eaux usées traitées.